# Little Saigon, Quận Cam
Little Saigon, Quận Cam ở các thành phố Garden Grove và Westminster, California là Little Saigon lớn nhất ở Hoa Kỳ. Saigon là tên thủ đô của Việt Nam Cộng hòa cũ, nơi mà một phần lớn các nhập cư đời đầu ở đây bắt nguồn.

## Lịch sử
Từ năm 1975, người Việt tị nạn đầu tiên đến Westminster từ trại Pendleton, nằm cách Westminster 50 dặm về phía Nam và từ các tiểu bang khác như Pennsylvania, Arkansas, Florida. Những cơ sở thương mại đầu tiên được lập ra là tiệm Phở Hoà và chợ Đà Lạt gần ngã tư đường First và Fairview thuộc thành phố Santa Ana. Khu này sau có thêm trung tâm sinh hoạt Nguyễn Khoa Nam do Đặng Giang Sơn thành lập. Nơi đó trở thành nơi tụ tập của cộng đồng tỵ nạn. Sau đó lui về phía tây cũng trên cùng tuyến đường First nhưng có tên là Bolsa Avenue thuộc hai thành phố Garden Grove và Westminster, khoảng năm 1978 xuất hiện chợ Hòa Bình, nhà sách Tú Quỳnh, và nhà hàng Thành Mỹ. Cùng năm đó, Nhật báo Người Việt góp mặt với văn phòng phát hành đặt tại thành phố Garden Grove. Những người Việt tỵ nạn dần tập trung ở quãng đường đó mua lại các cơ sở thương mại của người địa phương và lập nên một khu phố thương mại phảng phất hình bóng Việt Nam. Năm 1982 thì hình thành "Hiệp hội Thương gia Tiểu Sài Gòn". Sách báo tiếng Việt từ đó bắt đầu dùng danh từ "Phố Sài Gòn" nhất là khi hãng Bridgecreek cho xây thương xá hai tầng 1986-88. Địa bàn cộng đồng người Việt từ đó lan rộng tràn ra những thành phố lân cận như Stanton, Fountain Valley và Anaheim.
Năm 1986, Ủy ban Thành lập Danh xưng Little Saigon, sau đổi thành Ủy ban Phát triển Little Saigon bầu lên 15 ủy viên, xúc tiến họp với hội đồng thành phố Westminster chính thức công nhận danh xưng Little Saigon. Chính ủy ban đã được 18 vị dân biểu và nghị sĩ tiểu bang giúp đỡ để đưa đề nghị thành lập Đặc khu Tiểu Sài Gòn lên thống đốc tiểu bang. Ngày 1 tháng 6 năm 1986, trước Viện Lập pháp tiểu bang, Thống đốc George Deukmejian đã chấp thuận. Nha lộ vận California theo đó cho dựng 13 bảng tên "Little Saigon" chỉ lối cho xe rẽ từ xa lộ 22 và 405 vào.
Ngày 17 tháng 6 năm 1986, thị trưởng Westminster Chuck Smith đã làm lễ ra mắt Đặc khu Little Saigon trước thương xá Phước Lộc Thọ. Buổi lễ được đặt dưới sự chủ toạ của thống đốc tiểu bang và có sự hiện diện của đông đảo người Việt Nam trong vùng.

## Bố trí và các dịch vụ

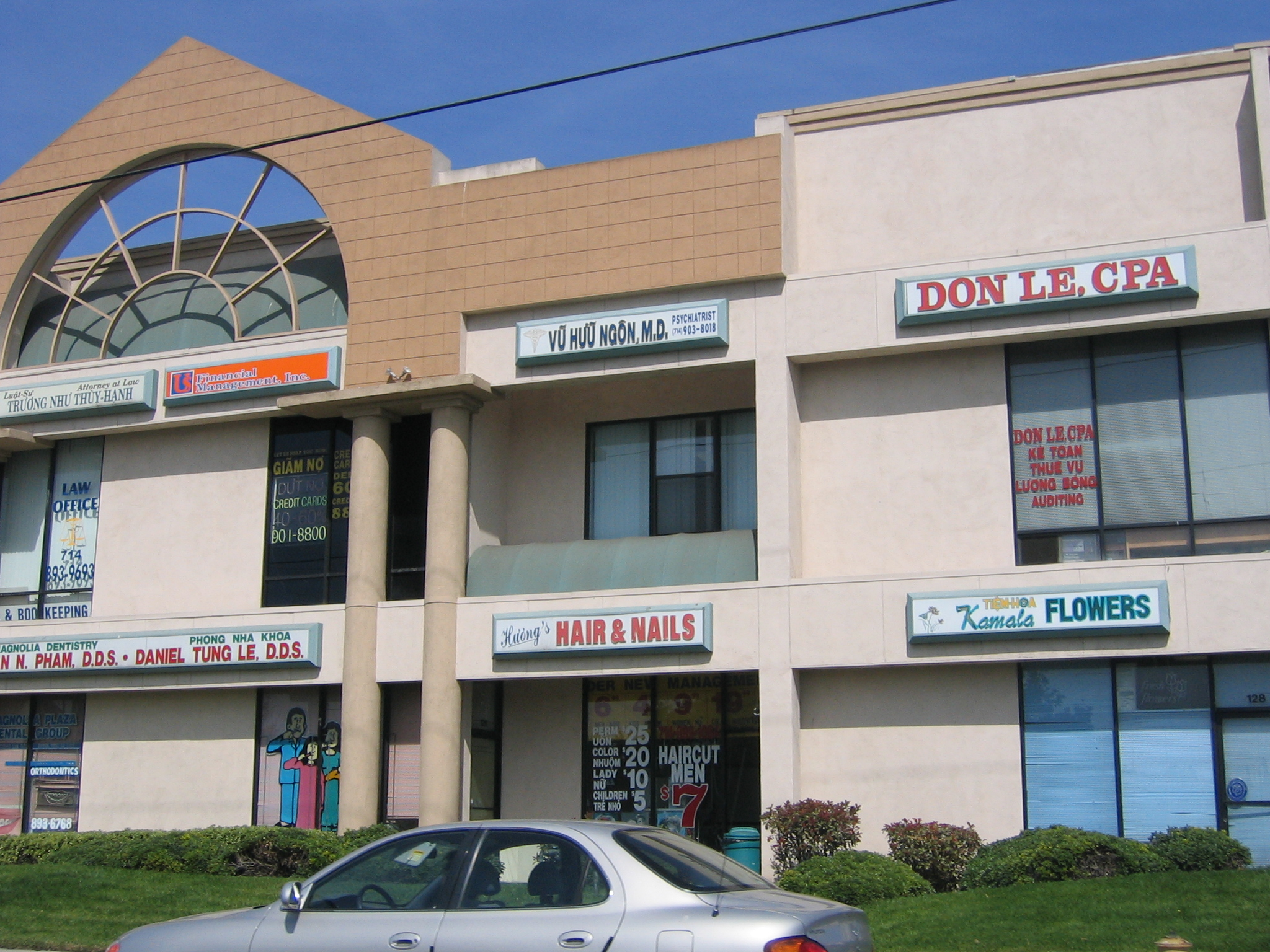
Khu văn phòng của người Việt tại Little Saigon.

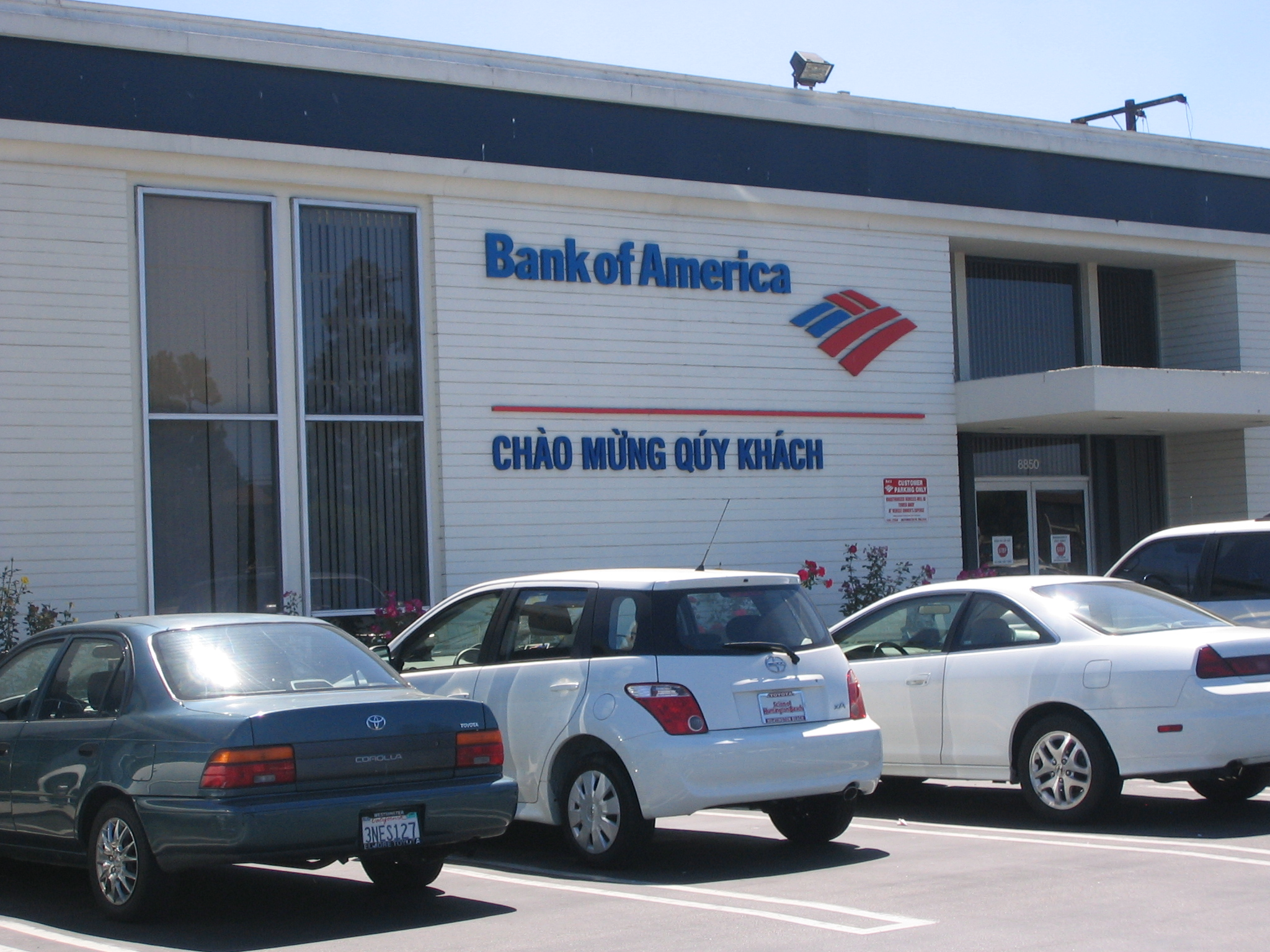
Một chi nhánh ngân hàng Bank of America với lời chào bằng tiếng Việt

Little Saigon tại Quận Cam có diện tích rộng lớn, với nhiều khu thương xá của người Việt và người Hoa và nằm giữa xa lộ California 22 và xa lộ Liên bang 405.
Ngoài các khu thương xá còn có siêu thị và nhà hàng bán các món ăn Việt Nam như cơm tấm, phở, bánh mì, bánh cuốn.
Năm 2016, một dịch vụ xe buýt miễn phí tên Little Saigon Shuttle được khánh thành để đưa đón hành khách mua sắm trong khu vực và phục vụ 22 trạm dừng.  Tuy nhiên dịch tạm dừng sau 6 tháng do chi phí cao. Xe đò Hoàng, một dịch vụ xe đò đường dài, nối liền Little Saigon, Quận Cam với Little Saigon, San Jose và nhiều thành phố khác ở California và Arizona có đông người Việt sinh sống.

## Truyền thông
Little Saigon, đặc biệt là ở tại Westminster, thường được xem là trung tâm của ngành truyền thông Việt ngữ tại hải ngoại. Hầu hết các chương trình ca nhạc hải ngoại đều được phát hành tại đây, trong đó có trung tâm Thúy Nga, trung tâm Asia, trung tâm Vân Sơn, v.v. Vì thế, rất nhiều ca sĩ, nhạc sĩ hải ngoại cư ngụ tại khu vực này.
Có hai đài phát thanh phát sóng tiếng Việt 24 giờ mỗi ngày là Little Saigon Radio (trên KVNR 1480 AM) và Radio Bolsa (KALI 106.3 FM). Một đài khác thỉnh thoảng có chương trình tiếng Việt (KXMX-AM 1190). Nội dung phát sóng bao gồm tin tức, thời sự, âm nhạc, talk show, tôn giáo, đọc truyện, v.v. Chương trình Việt ngữ của đài BBC và RFI được tiếp vận trực tiếp trên những đài này, mỗi ngày hai lần. Gần đây đài Little Saigon Radio cũng có nỗ lực phát thanh về Việt Nam.
Có 4 đài truyền hình phát sóng suốt ngày bằng Việt ngữ tại miền nam California. Hai đài truyền hình vệ tinh, Saigon Broadcasting Television Network và Hồn Việt TV cũng có trụ sở tại đây và có thể xem được trên toàn lãnh thổ Hoa Kỳ.
Tại đây có hàng chục tờ báo tiếng Việt được bán bên cạnh các báo tiếng Anh, có tiếng nhất trong số đó là Báo Người Việt. Những tờ nhật báo lớn khác có thể nói đến là Việt Báo, Viễn Đông, v.v. Nhiều tuần báo, nguyệt san và báo phục vụ giới trẻ cũng được phát hành như Việt Tide (song ngữ) và Người Việt 2 (bằng tiếng Anh).

## Chính trị

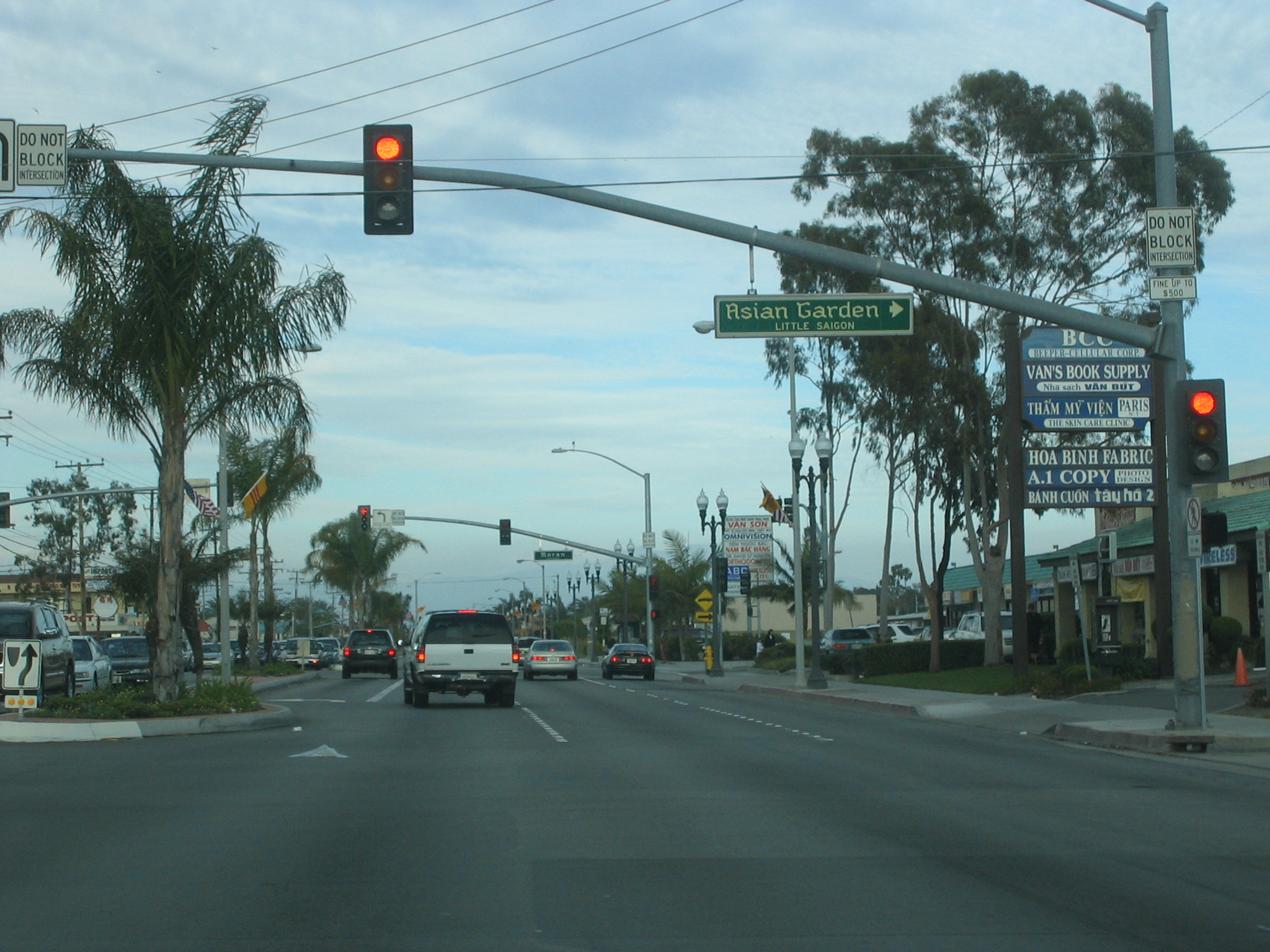
Asian Garden Plaza, lưu ý Quốc kỳ Việt Nam Cộng hòa

Little Saigon, Quận Cam là một địa phương chống cộng mãnh liệt. Vụ Trần Trường đầu năm 1999 được xem là điểm mốc quan trọng trong hoạt động chính trị của người Việt tại Little Saigon, Quận Cam nói riêng và Hoa Kỳ nói chung. Sự kiện xảy ra sau khi một người làm nghề cho thuê băng video tên là Trần Văn Trường treo cờ đỏ sao vàng và hình Hồ Chí Minh trên cửa tiệm. Sau khi ông không được chú ý, ông đã gửi fax đến một số cơ quan truyền thông cộng đồng để loan báo về hành động của mình. Trong gần 2 tháng sau đó, hàng nghìn người Việt biểu tình hằng ngày phản đối ông Trường và chính phủ Việt Nam, với điểm cao là một cuộc thắp nến được tổ chức bởi các đoàn thể sinh viên người Mỹ gốc Việt, với sự tham dự của hơn 15.000 người, và được báo chí toàn quốc và quốc tế theo dõi. Sự việc kết thúc sau khi ông Trường bị kết án cho thuê băng lậu, và bị buộc phải đóng cửa tiệm. Ông Trường cho biết mình bị đánh 5 lần và phải vào bệnh viện, ông đã mất hết gia sản, khoảng 1 triệu đôla, và vợ ông, sau những biến cố, đã 'mắc bệnh tâm thần; đồng thời khẳng định đây là án sai, rằng 'ông không sang băng lậu, mà có hợp đồng kinh doanh với các công ty của Tàu. "Sự kiện đã đưa ra nhiều vấn đề về tự do ngôn luận tại Hoa Kỳ, một số người ra đại diện làm trung gian với báo chí để phát biểu quan điểm của những người biểu tình. Nhiều người lãnh đạo trong cuộc biểu tình cảm thấy tự tin hơn và bắt đầu tham gia chính trường và vận động cộng đồng như trong Chiến dịch Cờ Vàng.
Người Mỹ gốc Việt, dựa vào số đông, đã và đang nắm giữ quyền lực chính trị đáng kể tại 2 thành phố Westminster và Garden Grove. Nhiều người tham gia vào các hoạt động chính trị tại địa phương và được bầu vào các chức vụ công. Ví dụ như Janet Nguyễn, vào năm 2007 trở thành người Mỹ gốc Việt đầu tiên lên làm giám sát viên quận trên toàn quốc. Ông Trần Thái Văn đắc cử dân biểu tiểu bang California từ năm 2004 và trở thành người Mỹ gốc Việt đầu tiên được bầu vào ngành lập pháp tiểu bang.

## Sinh hoạt cộng đồng

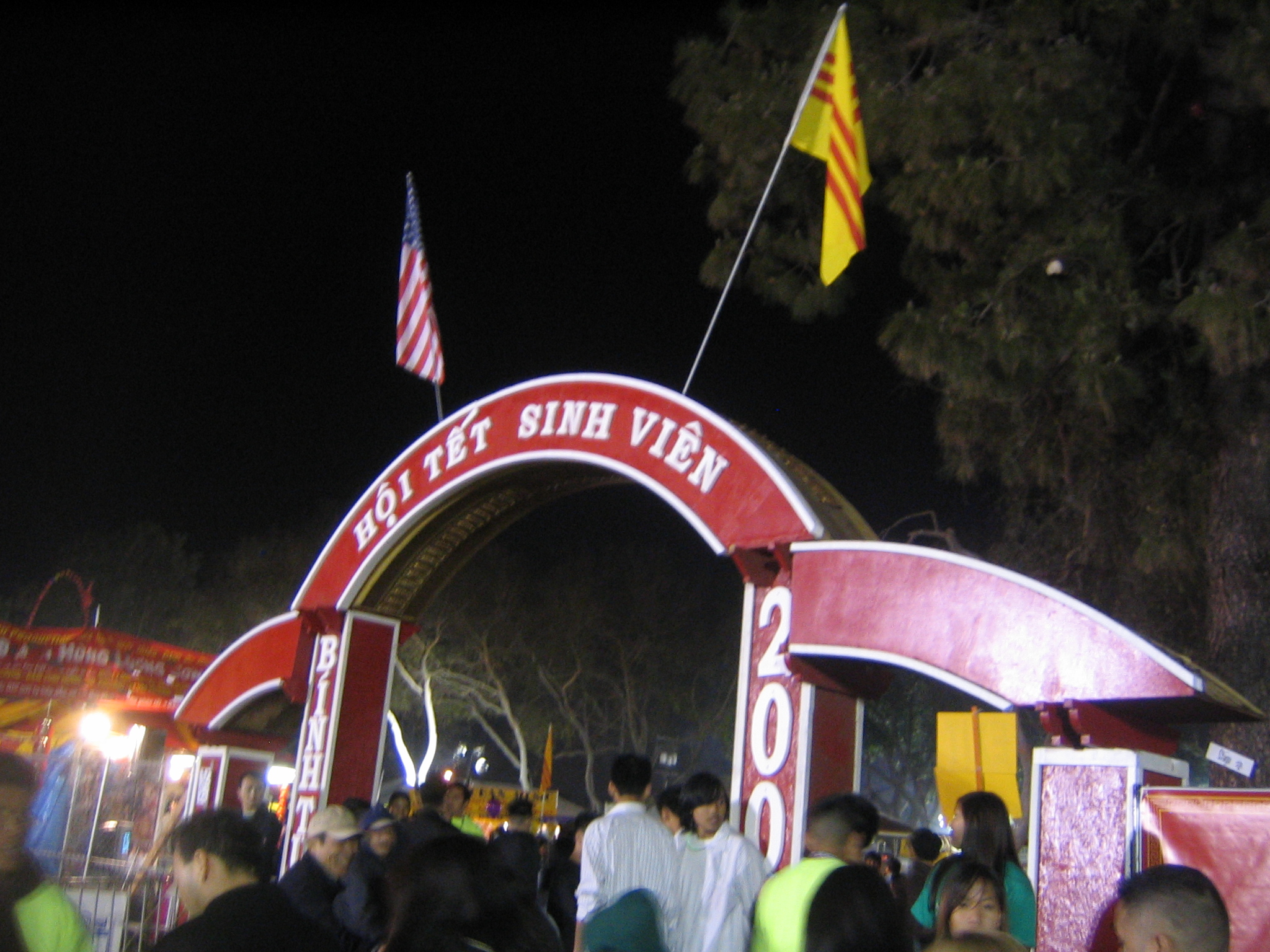
Hội chợ Tết năm Bính Tuất 2006

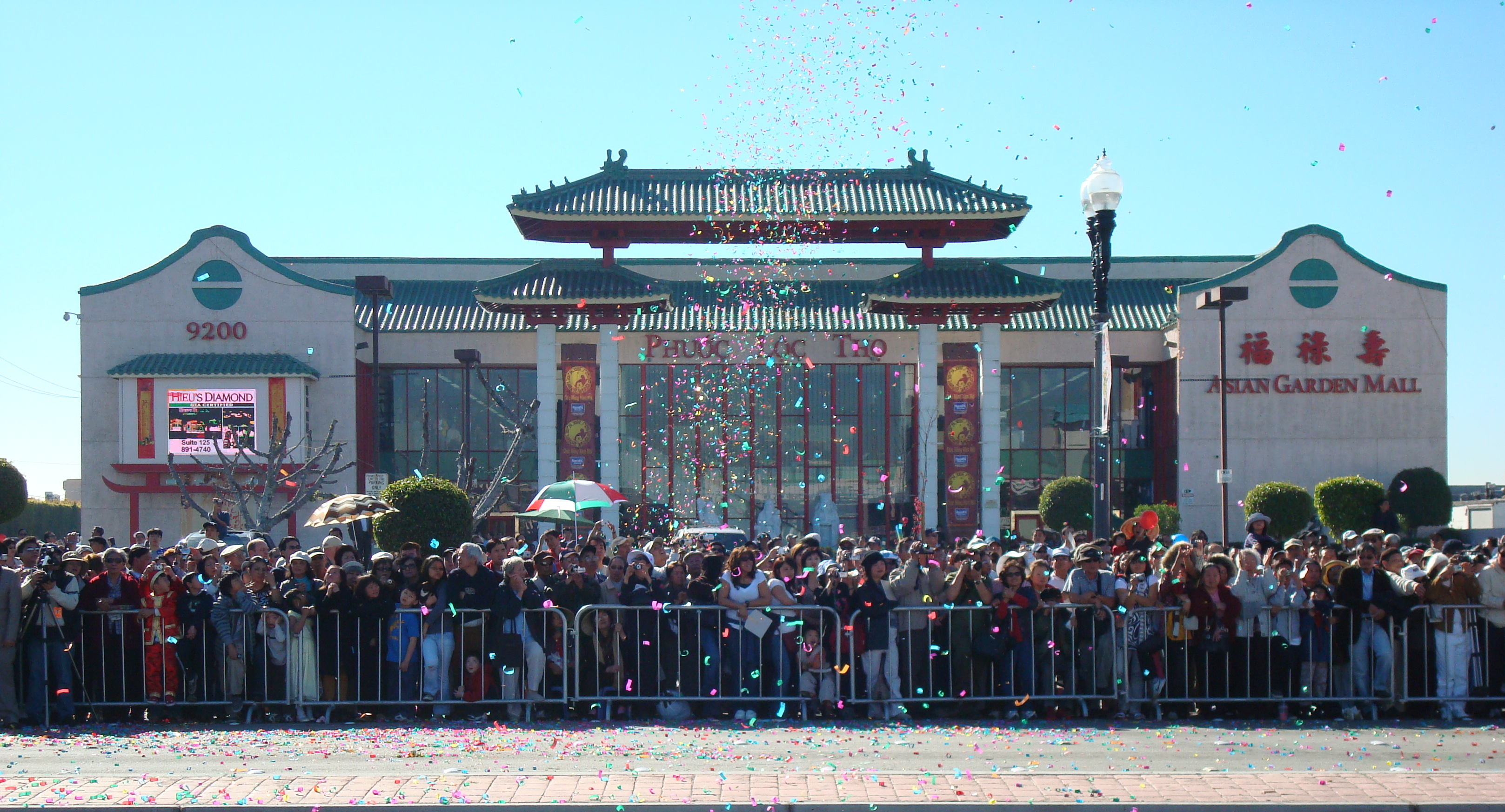
Người Việt đứng xem diễn hành Tết trước Thương xá Phước Lộc Thọ

Năm 2003, Tượng Đài Chiến Sĩ Việt Mỹ (tiếng Anh: Vietnam War Memorial) đã được xây dựng tại Westminster để tưởng niệm những người lính Việt Nam Cộng hòa và Hoa Kỳ đã hy sinh trong Chiến tranh Việt Nam hồi thế kỷ trước.
Ngày 12 Tháng 8 năm 2009, Hội đồng thành phố Westminster, California lại thông qua nghị quyết 4257 công nhận ngày Thứ 7 cuối cùng mỗi Tháng Tư sẽ là "Ngày Thuyền nhân Việt Nam".
Trường Bolsa Grande High School tại Garden Grove là nơi tổ chức Hội Tết Việt Nam hàng năm do Tổng hội sinh viên Việt Nam miền Nam California (UVSA) tổ chức cho hàng trăm ngàn người tham dự. Từ năm 2003, Đại hội Điện ảnh Việt Nam quốc tế (Vietnamese International Film Festival hay ViFF) là một đại hội điện ảnh diễn ra 2 năm 1 lần tại Đại học California tại Irvine và nhiều địa điểm quanh vùng Little Saigon, Quận Cam, Hoa Kỳ.